# سیلاخوری
لری سیلاخوری از دسته گویش‌های زبان لری است. این لهجه در روستاهای شهرستان‌های دورود (خود شهر) و بروجرد و اشترینان  در شرق استان لرستان رایج می‌باشد و از زیر گویش‌های لری شمالی به‌شمار می‌رود که از لری بختیاری نیز تأثیراتی پذیرفته است.